# Skopelos
Skopelos (Grieks: Σκόπελος) is een eiland en gemeente (dimos) dat onderdeel uitmaakt van de eilandengroep de Noordelijke Sporaden, gelegen in het noordwesten van de Egeïsche Zee, en behoort tot de Griekse bestuurlijke regio (periferia) Thessalië. Skopelos heeft een oppervlakte van 96 km² en een inwoneraantal van 4830. Op dit eiland zijn in 2007 opnamen gemaakt voor de film Mamma Mia!, die in 2008 uitkwam.

## Algemeen
Het eiland is dichtbegroeid en heeft vele stranden en helderblauw water met traditionele dorpen. Het staat bekend om zijn 360 kerken, de folklore en bijzondere traditionele bouw. Skopelos is populair bij toeristen uit het buitenland en andere delen van Griekenland.

## Bezienswaardigheden
- de stad Skopelos
- het uitgaansleven van de stad Skopelos
- traditionele haven van Agnonta
- het dorp Glossa (traditionele klederdracht waar de vrouwen nog in lopen)
- de stranden van o.a. Stafilos en Milia

## Hoofdstad
De hoofdsteden van het eiland Skopelos zijn de hoofdstad zelf en het dorp Glossa. De hoofdstad van het eiland en tevens haven is het eerste wat men treft wanneer men hier aankomt. De stad heeft een Griekse uitstraling met witte huisjes met houten balkons aan nauwe steegjes en straatjes. De hoofdstad is de plaats waar veel van de activiteiten zich concentreren.

## Dorpen
- Skopelos-Stad - Gelegen aan de oostkant van het eiland. De huizen zijn wit met balkons en bloemen. In de nabijheid liggen ook stranden.
- Elios (Neo Klima) - Gelegen 19 km ten westen van Skopelos-Stad omgeven door pijnbomen met nieuwere huizen. Elios strand in de nabijheid.
- Glossa - Gelegen 25 km ten noordwesten van Skopelos-Stad. Gebouwd in amfitheatrische stijl tegen een heuvel, omgeven door pijnbomen en amandelbomen. Glossa strand in de nabijheid.

## Stranden
Het eiland Skopelos staat bekend om zijn lange stranden en kleine baaien omgeven door pijnboombossen en het heldere zeewater. De meeste stranden zijn gelegen aan de zuidwestkust. De bekendste stranden zijn Panormos en Milia. Het gebied rondom het eiland is handig met de boot te bevaren. Het eiland heeft veel kleine baaien met een zandstrand en helder zeewater die alleen per boot bereikbaar zijn.

## Nachtleven
Skopelos-Stad biedt geen grote verscheidenheid aan entertainment bestaande uit tavernes, restaurants, cafés en bars. Het nachtleven van Skopelos is niet zo uitgebreid als een van de andere Griekse eilanden maar het is voor ieder wat wils. Sommige bars en clubs bieden jazzmuziek en soms live jazzmuziek, andere geven de voorkeur aan traditionele Griekse muziek (rebetika clubs) vergezeld door lokaal eten en wijn en vele bars variëren met internationale muziek.
Restaurants, tavernes en traditionele cafés en strandbars spelen internationale muziek en kan men vinden bij verscheidene stranden en de stad.

## Lokale producten
De lokale producten van Skopelos zijn bekend sinds de laatste eeuwen. Ze exporteerden hun producten naar andere delen van Griekenland en zelfs daarbuiten. Voor het transport gebruikten ze de schepen die ze zelf bouwden. Een van de hoge kwaliteitsproducten van Skopelos zijn de pure en fijne olijfolie, wijnen, honing en gedroogde vruchten.
Een van de specialiteiten van het eiland is de Skopelos-kaas, de Stifado en een schotel van vlees en vruchten. Traditionele desserts van Skopelos zijn de Avgato (zoet met eieren), de Hamalia (zoet met noten) en een combinatie van amandelen, noten en rose (Rozedes).

## Verkeer / vervoer
Dagelijks vertrekken er bussen vanuit Skopelos-Stad over de hoofdweg naar Glossa en Loutraki (een uur), de bus stopt tevens bij alle paden die naar de hoofdstranden leiden bij Stafylos, Agnondas, Panormos en Elios. Dagelijks vertrekken er bussen vanuit de hoofdstad naar Milia en dagelijks vertrekken er bussen direct naar Agnontas. Auto en motor huurkantoren zijn het meeste te vinden aan het einde van de oostkant aan het water van Skopelos-Stad.